# Gadderbaum
Gadderbaum ist der kleinste Stadtbezirk der kreisfreien Stadt Bielefeld in Nordrhein-Westfalen. Der Stadtbezirk ist vor allem bekannt durch die Einrichtungen der von Bodelschwinghschen Stiftungen Bethel. Gadderbaum war bis 1972 eine eigenständige Gemeinde im Kreis Bielefeld.

## Geografie

### Geografische Lage und Ausdehnung

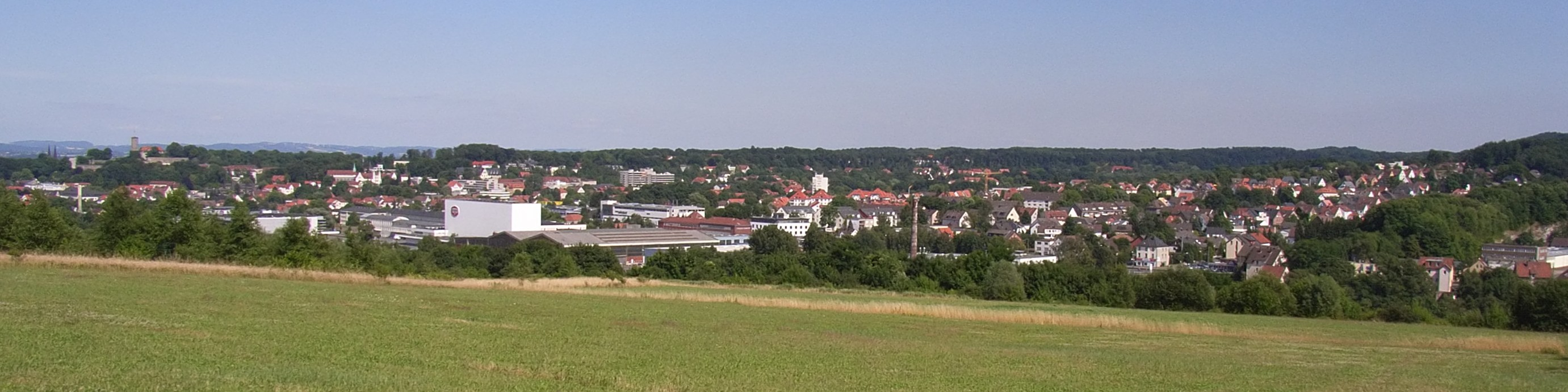
Blick vom Blömkeberg auf den südöstlichen Teil von Gadderbaum

Gadderbaum liegt beiderseits des Bielefelder Passes in einem Längstal des Teutoburger Waldes zwischen dem Bielefelder Stadtzentrum und Brackwede. Die WNW-OSO-Ausdehnung des Stadtbezirks beträgt etwa fünf, die NNO-SSW-Ausdehnung etwa zwei Kilometer bei einer Fläche von 8,66 Quadratkilometern. Der höchste Punkt mit 286 m ü. NN liegt auf dem Jostberg im Bereich des Hauptkamms des Teutoburger Waldes, wo die Stadtbezirke Brackwede (Ortsteil Quelle), Dornberg (Ortsteil Hoberge-Uerentrup) und Gadderbaum aneinandergrenzen.

### Nachbarortsteile
Im Nordwesten grenzt Gadderbaum an den Ortsteil Hoberge-Uerentrup des Stadtbezirks Dornberg, an einem Punkt im Norden an den Bezirk Schildesche. Die Nordostflanke Gadderbaums begrenzt der Stadtbezirk Mitte. Im Osten und Südosten grenzt der Ortsteil Sieker des Bezirks Stieghorst sowie der Ortsteil Buschkamp des Bezirks Senne an. Die Südwestflanke begrenzt der Stadtbezirk Brackwede mit seinen Ortsteilen Brackwede und Quelle.

### Gliederung des Stadtbezirkes
Der Nordosten des Stadtbezirks wird von den 1867 gegründeten v. Bodelschwinghsche Stiftungen Bethel dominiert. Südlich schließen an Bethel größere zusammenhängende Wohngebiete rund um die Deckertstraße und den Eggeweg an. Entlang der Bahnstrecke Hamm–Bielefeld–Minden und der Bundesstraße 61 zieht sich quer durch den Stadtbezirk ein Gebietsstreifen, der durch Industrie, Gewerbe und Verkehrsanlagen geprägt ist. Westlich der Eisenbahn liegen im Johannistal, am Langenhagen und am Haller Weg wieder reine Wohngebiete. Darüber hinaus liegen sowohl am südöstlichen als auch am nordwestlichen Rand des Stadtbezirks beträchtliche Waldgebiete.

## Geschichte

### Sandhagen
Seit dem Mittelalter gehörte das Gebiet des heutigen Stadtbezirks zur Bauerschaft Sandhagen in der Vogtei Brackwede im Amt Sparrenberg der Grafschaft Ravensberg. Sandhagen, zuerst 1325 erwähnt, hatte keinen Dorfkern, sondern war eine typische Streusiedlung. Das Ravensberger Urbar von 1556 verzeichnet elf Höfe, von denen einige heute noch existieren oder sich in Straßennamen wiederfinden, wie der Quellenhof, Brands Hof, Ellerbrocks Hof oder der Lindenhof.
Wie die übrigen Teile der Grafschaft Ravensberg auch fiel Sandhagen 1346 an die Grafschaft Berg (ab 1423 Jülich-Berg). Mit dieser kam es im 17. Jahrhundert an Preußen. Als 1807 Preußen alle linkselbischen Gebiete abtreten musste, kam Sandhagen zum Königreich Westphalen. Dort gehörte es zum Kanton Brackwede des Distrikts Bielefeld. Sandhagen fiel nach der napoleonischen Niederlage 1813 zurück an Preußen und gehörte seit 1816 zum neu gebildeten Kreis Bielefeld im Regierungsbezirk Minden der Provinz Westfalen.

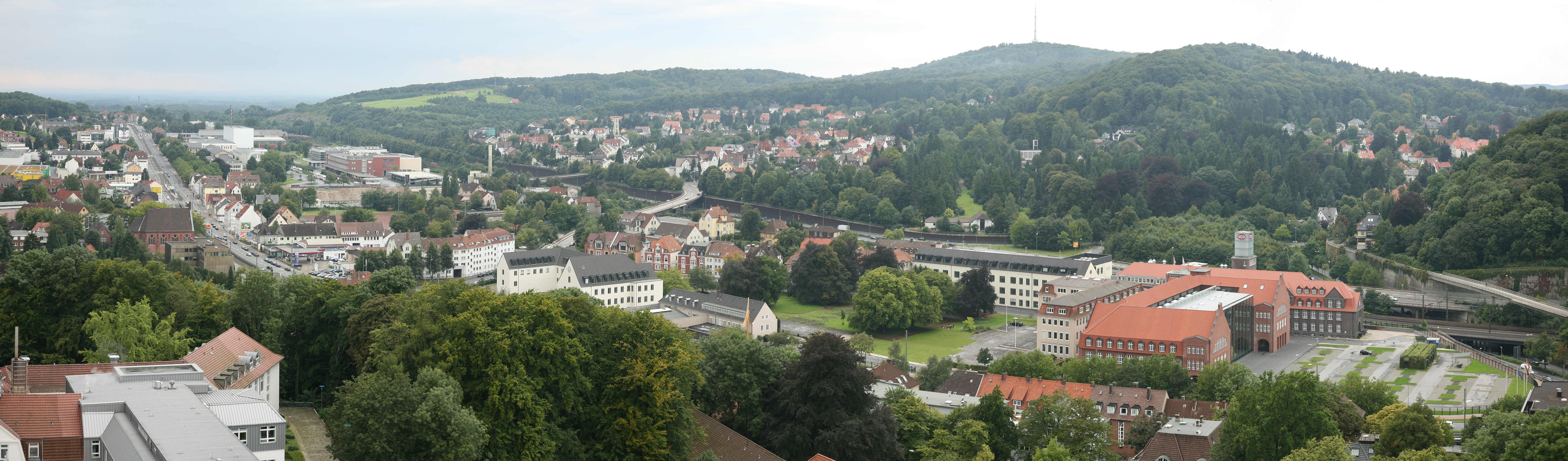
Blick von der Sparrenburg auf den mittleren und nordwestlichen Teil von Gadderbaum, vorne rechts die Oetkerwerke

In Höhe des heutigen Bethelecks befand sich die Zollstation zwischen der Stadt Bielefeld und Sandhagen. Zu dieser Zollstation gehörte ein Schlagbaum mit Gitter, ein „Gatterbaum“, der der Bebauung, die hier seit dem 18. Jahrhundert entstand, den Namen gab. Von Bielefeld aus wurden im 18. und am Anfang des 19. Jahrhunderts entlang der Lutter zahlreiche Bleichen angelegt. Den Bleichen folgte im 19. Jahrhundert die Ansiedlung zahlreicher Industriebetriebe und eine städtische Bebauung entlang der Straße nach Brackwede. 1812 wird eine „Vorstadt Gadderbaum“ mit 434 Einwohnern erwähnt.
Mit der Einführung der Westfälischen Landgemeindeordnung wurde im Dezember 1843 im Gebiet der alten Vogtei Brackwede das Amt Brackwede gebildet. Im Amt Brackwede wurde eine Gemeinde konstituiert, die  „Sandhagen, Gadderbaum und Bleichbezirk“ hieß und in der Folgezeit auch Gadderbaum-Sandhagen genannt wurde.
1867 wurden die späteren v. Bodelschwinghschen Anstalten Bethel gegründet, die Friedrich von Bodelschwingh ab 1872 entscheidend prägte. Bethel wurde unter seiner und der Leitung seines Sohnes zu einem weithin bekannten Zentrum der Hilfe für Behinderte, Kranke, Alte, Jugendliche und Wohnungslose.

### Amt und Gemeinde Gadderbaum
Aufgrund des raschen Bevölkerungswachstums wurde die Gemeinde Gadderbaum-Sandhagen 1883 aus dem Amt Brackwede herausgelöst. Die Gemeinde hieß nun nur noch Gadderbaum und bildete gleichzeitig das neue Amt Gadderbaum im Landkreis Bielefeld. Die Ortsbezeichnung Sandhagen geriet in den folgenden Jahrzehnten vollkommen in Vergessenheit.
Der an Bielefeld grenzende Teil von Gadderbaum, der mittlerweile den Charakter einer Bielefelder Vorstadt hatte, wurde am 1. April 1900 einschließlich des Sparrenbergs mit der Sparrenburg an Bielefeld abgetreten. Am 10. Dezember 1909 kam es zu einem Gebietstausch von jeweils fünf Parzellen zwischen Gadderbaum und der Stadt Bielefeld. Am 14. Dezember 1910 gab die Landgemeinde Sieker aus dem Amt Heepen drei Parzellen an Gadderbaum ab. Am 28. April 1921 und am 1. Januar 1930 wurde die Stadt Bielefeld um weitere Gebietsteile Gadderbaums vergrößert.
1934 wurde das Amt Gadderbaum aufgehoben; Gadderbaum blieb jedoch eine amtsfreie Gemeinde im Landkreis Bielefeld mit eigener Ortspolizeibehörde. Der Zweite Weltkrieg brachte schweres Leid und Zerstörungen für Gadderbaum. Auch auf Bethel fielen Bomben. Die NS-Machthaber missbrauchten die getöteten und verletzten Opfer für ihre Propaganda, obwohl sie zeitgleich selbst in einem sogenannten „Euthanasie“-Programm, der Aktion T4, viele Behinderte im ganzen Deutschen Reich ermordeten. Nach dem Zweiten Weltkrieg entstanden in Gadderbaum neue Wohngebiete beiderseits der heutigen Deckertstraße und des Eggewegs.

### Der Stadtbezirk Gadderbaum
Am 1. Januar 1973 wurde Gadderbaum durch die Kommunale Neugliederung in die kreisfreie Stadt Bielefeld eingemeindet. Der Stadtbezirk Gadderbaum wurde gebildet aus:
- der Gemeinde Gadderbaum in den Grenzen von 1972
- dem städtisch geprägten Gebiet rund um das Betheleck und die Oetkerwerke, das 1900 nach Bielefeld eingemeindet worden war
- dem bis zur Blücherstraße ragenden Industrie- und Gewerbegebiet (Spinnerei Vorwärts, Astawerke), das ab dem 19. Jahrhundert zu Brackwede gehört hatte
- den Wohn- und Waldgebieten (Johannistal, Haller Weg, Langenhagen, Olderdissen) nordwestlich der Eisenbahn, die 1907 nach Bielefeld eingemeindet worden waren

Damit umfasst der Stadtbezirk Gadderbaum heute wieder das gesamte ursprüngliche Gebiet der früheren Bauerschaft Sandhagen. Eine kleine Nebenstraße der Artur-Ladebeck-Straße trägt noch den Namen Sandhagen.
Seit 2006 besitzt Gadderbaum kein eigenes Bezirksamt mehr. Die bezirklichen Aufgaben wurden von der Stadtverwaltung Bielefeld wahrgenommen, ab 2011 vom Bezirksamt Brackwede. Eine Filiale des Bürgeramts Bielefeld befindet sich im Gebäude Nazarethweg 7.

### Einwohnerentwicklung

Einwohnerentwicklung von Gadderbaum von 1812 bis 2015 nach nebenstehender Tabelle

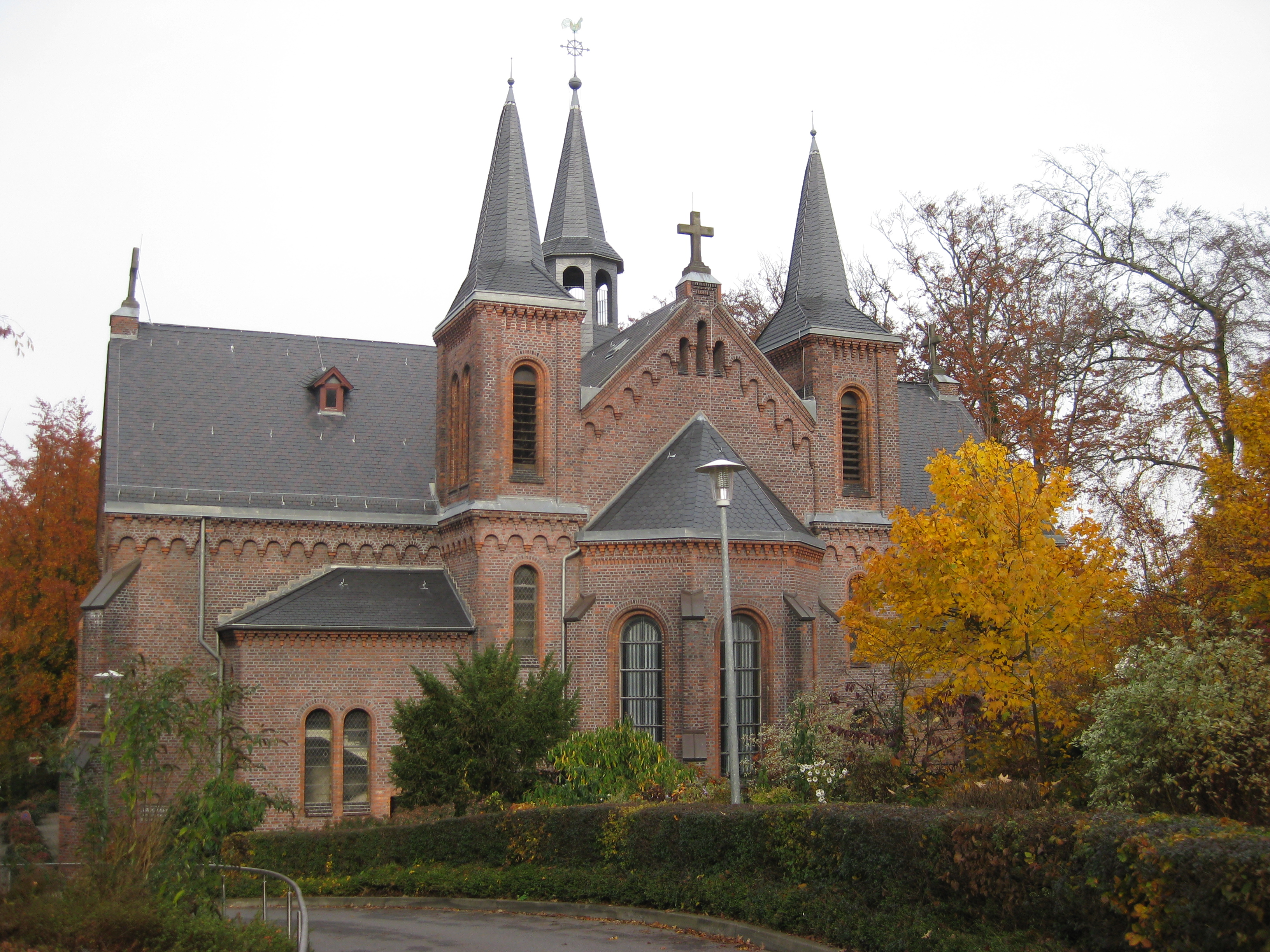
Die Zionskirche in Bethel

| Jahr | Einwohner | Quelle |
| ---- | --------- | ------ |
| 1799 | 1.236     | [ 8 ]  |
| 1812 | 1.144     | [ 2 ]  |
| 1843 | 1.445     | [ 9 ]  |
| 1864 | 2.260     | [ 10 ] |
| 1895 | 6.686     | [ 11 ] |
| 1910 | 6.452     | [ 12 ] |
| 1925 | 7.408     | [ 13 ] |
| 1939 | 7.962     | [ 13 ] |
| 1946 | 8.918     | [ 14 ] |
| 1949 | 9.127     | [ 15 ] |
| 1961 | 9.560     | [ 7 ]  |
| 1966 | 10.556    | [ 16 ] |
| 1970 | 8.498     | [ 7 ]  |
| 1972 | 9.593     | [ 17 ] |
| 2013 | 10.238    | [ 18 ] |
| 2015 | 10.339    | [ 19 ] |
| 2019 | 10.371    | [ 20 ] |
| 2021 | 10.239    | [ 21 ] |
| 2022 | 10.471    | [ 22 ] |
| 2023 | 10.210    | [ 23 ] |
| 2023 | 10.091    | [ 24 ] |

## Religionen
Die Anstaltskirchengemeinde für Bethel ist die Zionsgemeinde. Außerdem besteht in Gadderbaum die Evangelisch-Lutherische Martini-Kirchengemeinde, deren Gebäude zu einem Restaurant umgebaut wurde. Beide Gemeinden gehören zum Kirchenkreis Bielefeld der Evangelischen Kirche von Westfalen. Daneben bestehen zahlreiche diakonische Einrichtungen in kirchlicher Trägerschaft (siehe weiter unten).
Die Katholische Pfarrvikariegemeinde St. Pius gehört zum Dekanat Bielefeld-Lippe des Erzbistums Paderborn. Des Weiteren gibt es in Gadderbaum eine Neuapostolische Gemeinde und die Jesus Church Bielefeld, eine evangelische Freikirche.
Im Gebiet des Stadtbezirks befindet sich das religiöse Zentrum der alevitischen Gemeinde Bielefelds.

## Politik
Seit der Kommunalwahl 2020 setzt sich die Bezirksvertretung Gadderbaum wie folgt zusammen:

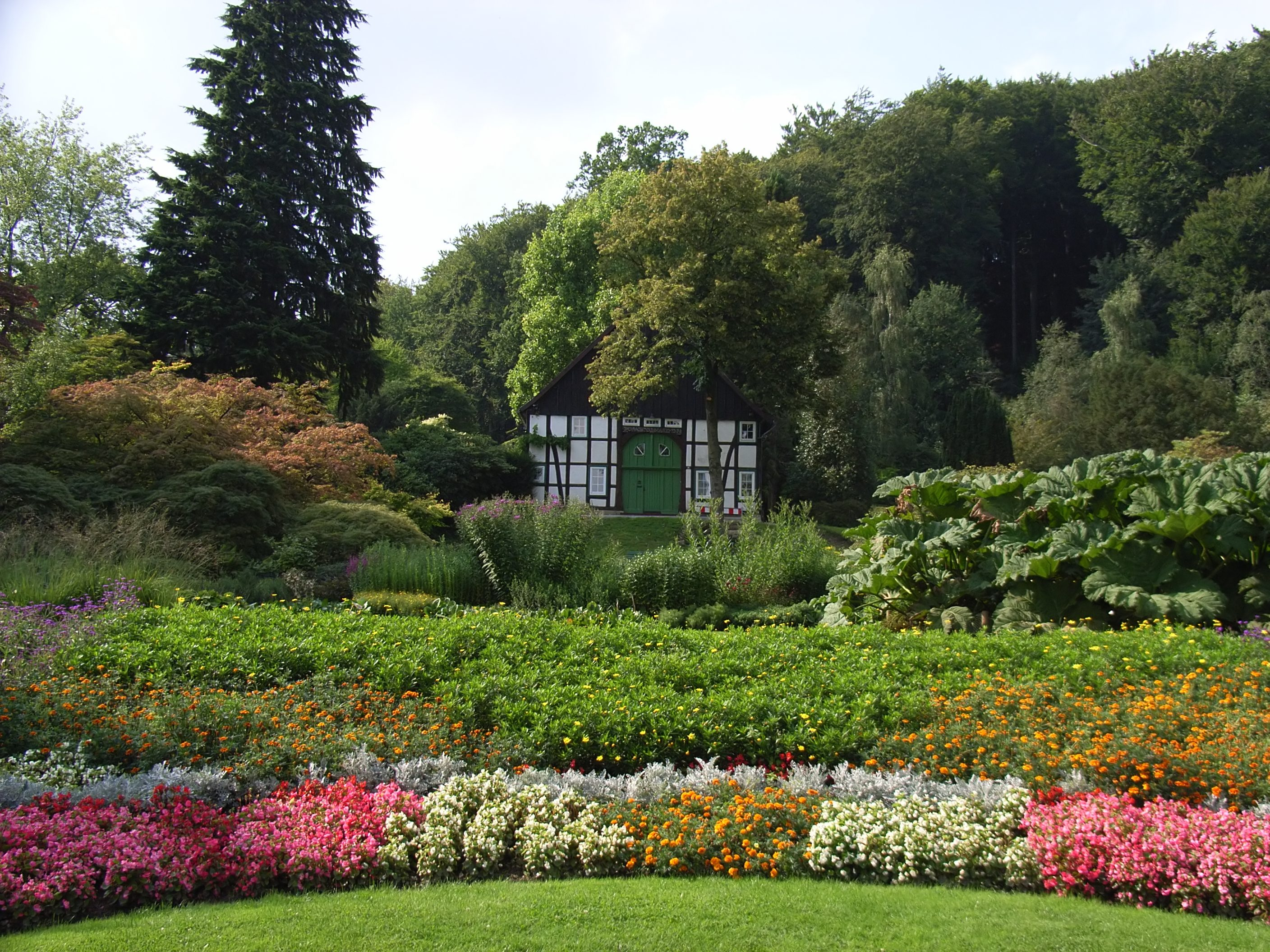
Der Botanische Garten

| Sitzverteilung in der Bezirksvertretung Gadderbaum 2020Insgesamt 15 Sitze - Linke: 1 - SPD: 2 - Grüne: 8 - CDU: 3 - FDP: 1 Bezirksvertretungswahl 2020in Prozent %50403020100 48,118,614,87,06,25,2 GrüneCDUSPDFDPLinkeSonst.fGewinne und Verlusteim Vergleich zu 2014 %p 10 8 6 4 2 0 −2 −4 −6 −8−10+9,5−1,3−9,7+3,3−0,6−1,3GrüneCDUSPDFDPLinkeSonst.Anmerkungen:f darunter u. a. BfB 1,5 % (−5 %) |

## Sehenswürdigkeiten
Sehenswert sind unter anderem das Bauernhaus-Museum, der Heimat-Tierpark Olderdissen, der Botanische Garten, das Gelände und die Gebäude der v. Bodelschwinghschen Stiftungen Bethel sowie der Johannisfriedhof mit einem Arboretum. Im Süden Gadderbaums sind der Japanische Garten (ein Betrachtungsgarten), das Industriedenkmal „Gaskugeln“ und der Halleluja-Steinbruch sehenswert. Seit 2010 erinnern eine Landschafts- und eine Bodenskulptur auf dem Johannisberg an die Zwangsarbeiterlager, die es dort bis 1945 gegeben hat und an die bisher durch einen Findling erinnert wurde.

## Kultur
Das Freizeit- und Kulturzentrum „Neue Schmiede“ in Bethel ist ein Veranstaltungsort für Konzerte und Kleinkunst.

## Sport
Mit dem Gadderbaumer TV ist in Gadderbaum einer der ältesten Bielefelder Sportvereine beheimatet. Der 1878 gegründete Verein bietet seinen rund 1000 Mitgliedern ein breites Spektrum an Sportarten an. Die bundesweit größten Erfolge haben die Prellballer mit dem mehrfachen Gewinn der Deutschen Meisterschaft erreichen können. Auch im Handball konnten schon Erfolge bis hin zur Verbandsliga gefeiert werden. Besonders im Jugendbereich erzielt der Gadderbaumer TV kreisübergreifende Erfolge. Die Tennisabteilung ist der jährliche Ausrichter des Tennis-Turniers „Gadderbaumer Open“. Des Weiteren bietet der Gadderbaumer TV mit seinem Eltern-Kind-Turnen eine frühzeitige sportliche Förderung von Kleinkindern mit ihren Eltern an.
Neben dem Gadderbaumer TV gibt es mit dem SV Gadderbaum (Fußball, Tischtennis, Gymnastik) und dem SuK Canlar Bielefeld (Fußball)noch zwei Fußballvereine. Außerdem liegen Vereinssportanlagen des TC SuS Bielefeld 1909 e. V., der Kreisjägerschaft Hubertus-Bielefeld e. V. und des Schießsportverein Diana v. 1955 e. V. im Stadtbezirk.
Größtes sportliches Ereignis im Bezirk sind die „Bethel Athletics“. Dabei wird einmal im Jahr ein großes Sportfest für Menschen mit Behinderungen veranstaltet, die dafür teilweise weit anreisen. Auf dem Programm stehen Leichtathletik, Fußball, Judo, Schwimmen, Reiten und  Golf.

## Wirtschaft und Infrastruktur

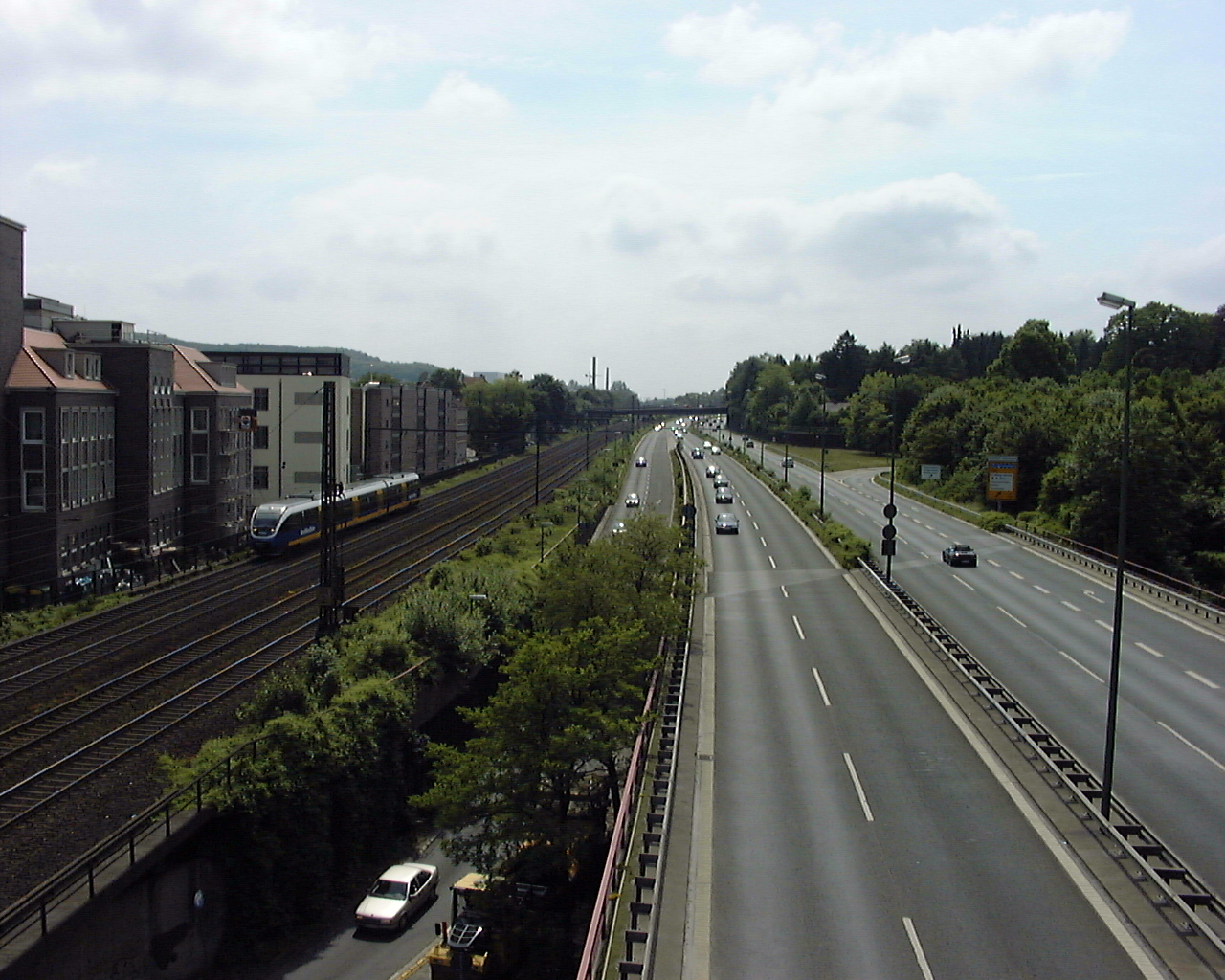
Eisenbahn und Ostwestfalendamm in Gadderbaum

### Verkehr
Durch Gadderbaum verlaufen über den Bielefelder Pass wichtige Verkehrswege, die hier an einer günstigen Stelle den Teutoburger Wald in Nord-Süd-Richtung queren. Nahezu der gesamte Verkehr zwischen Bielefeld-Mitte und Brackwede verläuft daher durch den Stadtbezirk.
Die Linie 1 der Bielefelder Stadtbahn verläuft über die Arthur-Ladebeck-Straße quer durch den Bezirk und bedient die Haltestellen Betheleck, Friedrich-List-Straße und Eggeweg. Sowohl die Bielefelder Innenstadt als auch Brackwede sind in nur wenigen Minuten Fahrzeit zu erreichen. Die Stadtbahn verläuft parallel zur Bahnstrecke Bielefeld–Hamm und zum autobahnähnlich ausgebauten Ostwestfalendamm. Hinzu kommt das Nahverkehrsangebot durch Stadt- und Regionalbusse. Der Ortsteil Bethel wird u. a. von der Quartierlinie 122, dem „Bethelbus“ bedient.

### Wirtschaft
Die Produktionsstätten und Verwaltungseinrichtungen der Oetker-Gruppe, dem wohl bekanntesten Bielefelder Unternehmen, liegen in Gadderbaum. Ebenfalls in Gadderbaum beheimatet ist der größte Bielefelder Arbeitgeber: die v. Bodelschwinghschen Stiftungen Bethel. Ebenfalls eröffnete in Gadderbaum die weltweit erste Marktkauf-Filiale, das Haus Nr. 1. Diese entstand Anfang der 1970er-Jahre an der Friedrich-List-Straße. Die Filiale wurde 2006 an die Artur-Ladebeck-Straße verlegt.

### Medien

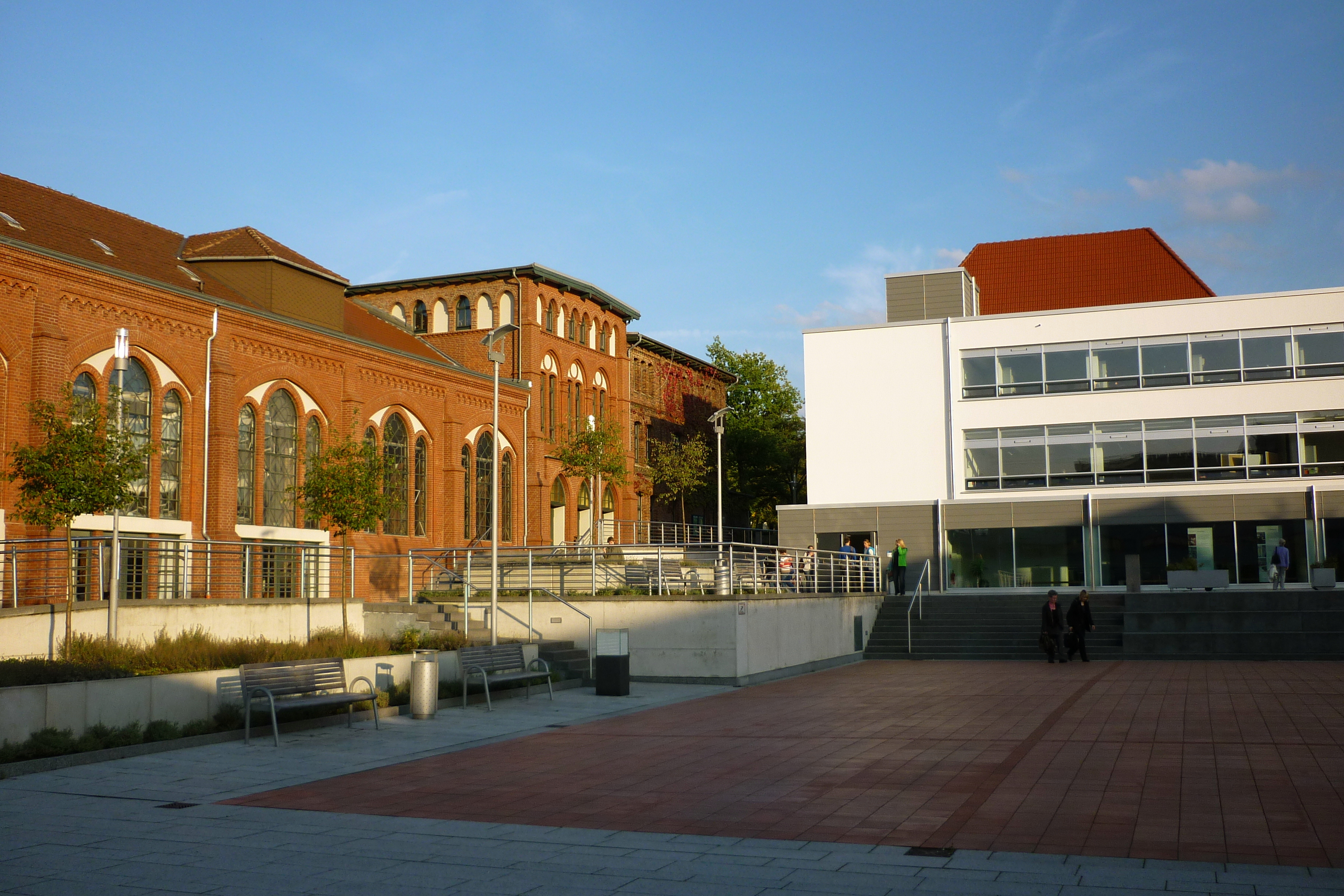
Bethelplatz mit Tagungszentrum Assapheum

Das Einrichtungsradio Antenne Bethel sendet ganztägig mit einer Sendeleistung von 3 Watt auf 94,3 MHz und ist fast im gesamten Stadtteil zu hören. Werktäglich von 13:00 Uhr – 14:00 Uhr und von 18 Uhr – 19 Uhr wird ein Magazin gesendet, in der übrigen Zeit ein werbefreies Musikprogramm. Sonntags wird von 10:00 – 11:00 Uhr der Gottesdienst aus der Zionskirche übertragen.

### Gesundheit
Die v. Bodelschwinghschen Stiftungen Bethel haben ihren Sitz in Gadderbaum. Mit vielen Einrichtungen für mehr als 7500 betreute Menschen. Auch das angegliederte Evangelische Klinikum Bethel unterhält in Gadderbaum mehrere Kliniken. In Gadderbaum ist an der Deckertstraße ein größeres Ärztezentrum angesiedelt.

### Bildung
1905 wurde die Kirchliche Hochschule Bethel gegründet; seit 2007 ist sie ein Teil der Kirchlichen Hochschule Wuppertal/Bethel; dort kann Evangelische Theologie und Religionspädagogik studiert werden.
Die Fachhochschule der Diakonie hat ihren Sitz in Bethel und bietet vier Studiengänge an.
Die Grundschule für Gadderbaum ist die Martinschule. Sie liegt an der Deckertstraße und ist eine offene Ganztagsschule. Die Friedrich-v.-Bodelschwingh-Schulen befinden sich in der Trägerschaft der v. Bodelschwinghschen Stiftungen und bestehen aus einem Gymnasium, einer Sekundarschule, einer auslaufenden Realschule und einem Berufskolleg. Die v. Bodelschwinghschen Stiftungen unterhalten außerdem die Mamre-Patmos-Schule sowie das Kerschensteiner Berufskolleg.

## Söhne und Töchter
- Bodo Borries von Ditfurth (1852–1915), Kgl. Preußischer Generalmajor und Pascha in der Osmanischen Armee
- Gustav von Bodelschwingh (1872–1944), Pfarrer und Missionar
- Friedrich von Bodelschwingh der Jüngere (1877–1946), evangelischer Theologe
- Emil Steffann (1899–1968), Architekt
- Ernst von Bodelschwingh (1906–1993), Politiker
- Helmut Finke (1916–2004), Radiologe und Strahlenheilkundler
- Helmut Meyer (* 1927), Tiermediziner und ordentlicher Professor in Hannover
- Eberhard Löhr (1928–2014), Radiologe und Hochschullehrer
- Klaus Deppermann (1930–1990), Historiker
- Friedhelm Neidhardt (1934–2023), Soziologe und Hochschullehrer
- Klaus Meyer zu Uptrup (* 1934), Theologe und Autor
- Reinhard Meyer zu Bentrup (1939–2024), Politiker, Mitglied des Deutschen Bundestages
- Eberhard David (* 1942), ehemaliger Oberbürgermeister von Bielefeld
- Hannes Wader (* 1942), Musiker und Liedermacher
- Günter Erbe (* 1943), Soziologe und Kulturhistoriker, Hochschullehrer
- Aleida Assmann (* 1947), Anglistin, Ägyptologin, Literatur- und Kulturwissenschaftlerin
- Michael Weinrich (* 1950), Theologe und Hochschullehrer
- Hans-Ludwig Kröber (* 1951), forensischer Psychiater und Hochschullehrer
- Annette Groth (* 1954), Politikerin (Die Linke), Bundestagsabgeordnete
- Hermann Bäumer (* 1965), Musiker und Dirigent
- Dirk Becker (* 1966), Politiker, MdB und Bürgermeister von Oerlinghausen
- Carola Jungwirth (* 1966), Wirtschaftswissenschaftlerin und Präsidentin der Universität Passau
- Andreas Bothe (* 1967), Jurist und politischer Beamter (FDP)
- Karsten Mende (* 1968), Eishockeyspieler
- Robin Hoffmann (* 1970), Musiker und Komponist
- Rosa Domm (* 1998), Politikerin (Bündnis 90/Die Grünen)